# Рихард Вајскирхнер
Рихард Вајскирхнер (Беч - Маргаретен, 24. март 1861 — Беч, 30 април 1926) био је адвокат и политичар из редова Хришћанско-социјалне партије Аустрије. Служио је као градоначелник Беча од 1912. до 1919. године.

## Живот
Вајскирхнер је био син учитеља, похађао је средњу школу у бечком округу Маријахилф. Студирао је и докторирао право на Универзитету у Бечу.

### Каријера у државној служби
1883. године, одмах по завршетку студија, ступио је у правну службу града Беча као референт за јавне набавке. Године 1901. постао је заменик директора Магистрата код хришћанског социјалисте Карла Лугера, а 1903. године, још под Лугером, постао је директор Магистрата, највиши државни службеник одговоран само градоначелнику. Године 1910. пензионисан је као државни службеник.
Од 1897. до 1911. Рихард Вајскирхнер био је члан Рајхсрата, 1907–1909 председник Представничког дома. 1898–1915 био је и посланик у Парламенту Доње Аустрије . 1909-1911 био је Аустроугарски министар трговине у кабинету Рихарда фон Бинерт-Шмерлинга. Године 1910, након пензионисања, изабран је у Општинско веће.
Након Лугерове смрти 1910. одбио је функцију градоначелника Беча због своје три постојеће политичке функције, али је у децембру 1912. прихватио избор од стране општинског већа.

### Градоначелник Беча
Од јануара 1913. до маја 1919. Вајскирхнер је служио као градоначелник Беча. У годину и по дана мира пре почетка Првог светског рата, наставио је Луегеров динамичан урбани развој. Током четири године рата морао је да се бори са несташицом која је убрзо настала да би обезбедио снабдевање града. Године 1917/1918 Вајскирхнер, кога је именовао цар Карл Први, био је члан Горњег дома Рајхсрата (види листу чланова Горњег дома на страници Википедије на немачком језику).
У децембру 1918., месец дана након распада Аустроугарске, Привремено општинско веће га је поново изабрало за градоначелника. После општинских избора 1919. године, првих на којима су сви Бечлије имали једнака права гласа и на којима су социјалдемократе оствариле апсолутну већину, он је у мају 1919. године предао дужност Јакобу Ројману, првом градоначелнику „Црвеног Беча“.

### Крај каријере и смрт
Од 4. марта 1919. до 1. октобра 1920. био је посланик у Уставотворној народној скупштини Немачке Аустрије као члан Хришћанско-социјалне партије. Од 10. новембра 1920. до 1923. године био је Председник Националног савета.
Умро је 1926. године у Палати Шенбрун у Бечу. Његова почасна гробница је у Бечу у Гробљу Хицинг (група 5, број 286).

## Почасти
Године 1932. у Првом бечком округу улица Вајскирхнерштрасе названа је по њему. Био је почасни члан католичких студентских удружења Рудолфина Беч, Аустрија Беч, Норика Беч и Амелунгија Беч.

## Дела
- Аустријски градски прописи. Општински прописи и општински изборни прописи градова са сопственим статутима краљевстава и земаља заступљених у Рајхсрату са допунским законима. Саставили Карл Брокхаузен и Рихард Вајскирхнер. Беч 1895. године. (Oesterreichische Städteordnungen. Die Gemeindeordnungen und Gemeindewahlordnungen der mit eigenen Statuten versehenen Städte der im Reichsrathe vertretenen Königreiche und Länder mit den Nachtragsgesetzen Zusammengestellt von Carl Brockhausen und Richard Weiskirchner. Wien 1895).
- Картели са становишта хришћанске концепције економије. Беч 1896. године. (Das Cartellwesen vom Standpunkte der christlichen Wirthschaftsauffassung. Wien 1896).
- Брига о сиромашнима у великом граду. Беч 1896. године. (Die Armenpflege einer Großstadt. Wien 1896).
- Градска стамбена политика. Варнсдорф 1917. (Städtische Wohnungspolitik. Warnsdorf 1917).